# Célia Biar
Célia Rafaela Martins Biar (São Paulo, 10 de março de 1918 — São Paulo, 6 de novembro de 1999) foi uma atriz e apresentadora brasileira.

## Biografia
Célia era filha de Alfredo Gonçalves Biar, proprietário da então famosa "Charutaria Carioca", e Etelvina Martins Coelho. Sua irmã foi a modista Beatriz Biar.
Ainda muito jovem juntou-se ao Grupo de Teatro Experimental dirigido por Alfredo Mesquita. Sua primeira montagem no grupo foi a peça Pif-Paf, de Abílio Pereira de Almeida, em 1947. Em 1949, profissionalizou-se no Teatro Brasileiro de Comédia, onde teve participação ativa nas comédias sofisticadas.
Teve rápidas participações na Companhia Brasileira de Comédia, no Pequeno Teatro de Comédia e na Companhia Nydia Lícia. Aos poucos, Biar tornou-se uma atriz característica da alta comédia.
Fez filmes de relativo sucesso, estreando em 1950 com o filme Caiçara.
Célia estreou na televisão na década de 60 como apresentadora de variados programas, dentre eles Sempre Mulher, Oh,Que delícia de Show, Quem é quem? e Sessão das Dez, este último produzido e exibido pela recém-inaugurada Rede Globo e dirigido por Walter Clark. O programa exibia filmes apresentados por Célia, que aparecia sempre com uma longa piteira na mão e um gato angorá no colo — o famoso Zé Roberto.
Em 1970, Célia estreou como atriz de televisão na TV Globo, única emissora para qual trabalhou. Interpretou personagens sofisticados e chiques que caíram no gosto do público.
Célia Biar adorava fumar. Não se casou e nem teve filhos, falecendo em 1999, de câncer no pulmão, aos 81 anos.

## Carreira

### Televisão
| Ano       | Título                 | Personagem                  | Notas                                   |
| --------- | ---------------------- | --------------------------- | --------------------------------------- |
| 1957      | Teatrinho Trol         | —                           |                                         |
| 1962      | O Mundo da Mulher      | Apresentadora               |                                         |
| 1965      | Sempre Mulher          | Apresentadora               |                                         |
| 1965      | Sessão das Dez         | Apresentadora               |                                         |
| 1966-1967 | Quem é quem?           | Apresentadora               |                                         |
| 1967-1969 | Oh,Que delícia de Show | Apresentadora               |                                         |
| 1970      | Pigmalião 70           | Mirtes Catalão              |                                         |
| 1970      | A Próxima Atração      | Dulce                       |                                         |
| 1971      | Minha Doce Namorada    | Tia Miquita                 |                                         |
| 1972      | O Primeiro Amor        | Olga                        |                                         |
| 1972      | Bicho do Mato          | Alzira Camargo Redenção     |                                         |
| 1972      | Caso Especial          | —                           | Episódio: "O Trio"                      |
| 1973      | Carinhoso              | Hermínia Vasconcelos        |                                         |
| 1973      | Satiricom              | Várias Personagens          |                                         |
| 1973      | Caso Especial          | Natália                     | Episódio: "O Preço de Cada Um"          |
| 1973      | Caso Especial          | Sara                        | Episódio: "Está Lá Fora Um Inspetor"    |
| 1974      | Caso Especial          | Claudete                    | Episódio: "A Feiticeira"                |
| 1974      | Corrida do Ouro        | Gilda Diniz Steiner         |                                         |
| 1975      | A Moreninha            | Dona Violante Miranda       |                                         |
| 1976      | Estúpido Cupido        | Adelaide (Danadinha)        |                                         |
| 1976      | Planeta dos Homens     | —                           | Participação Especial                   |
| 1977      | Locomotivas            | Sílvia Almeida              |                                         |
| 1978      | Te Contei?             | Laura                       |                                         |
| 1978      | A Sucessora            | Filomena Steen              |                                         |
| 1979      | Plantão de Polícia     | Olívia                      |                                         |
| 1980      | Marina                 | Rita                        |                                         |
| 1981-1985 | Viva o Gordo           | Vários Personagens          |                                         |
| 1982      | Final Feliz            | Jandira Sampaio             |                                         |
| 1987      | Brega & Chique         | Francine Alcântara Di Biasi |                                         |
| 1987      | Sassaricando           | Kitéria Moreira (Dona Kiki) |                                         |
| 1990      | Gente Fina             | Eulália de Alencar          |                                         |
| 1992      | Deus nos Acuda         | Françoise                   |                                         |
| 1994      | Quatro por Quatro      | Amiga de Isadora            | Participação Especial                   |
| 1995      | Você Decide            | —                           | Episódio: "Milionário Por Engano"       |
| 1996      | Você Decide            | —                           | Episódio: "Molambo de Gente"            |
| 1997      | A Justiceira           | Dra. Jacqueline             | Episódio: "Mesmo que Seja Eu"           |
| 1998      | Você Decide            | —                           | Episódio: "A Primeira Vez de Carlinhos" |
| 1998      | Torre de Babel         | Terezinha Romano            |                                         |
| 1999      | Suave Veneno           | Freira                      | Participação Especial                   |

### Cinema
| Ano  | Título                 | Personagem        | Notas                         |
| ---- | ---------------------- | ----------------- | ----------------------------- |
| 1950 | Caiçara                | Amiga no Orfanato |                               |
| 1951 | Terra É Sempre Terra   | Filó              |                               |
| 1953 | Uma Pulga na balança   | Amiga de Adelaide |                               |
| 1954 | É Proibido Beijar      | —                 |                               |
| 1954 | Floradas na Serra      | —                 | Somente voz                   |
| 1962 | As Sete Evas           | Mãe               |                               |
| 1966 | As Cariocas            | Didi Carvalho     | Segmento: "Primeira História" |
| 1967 | Garota de Ipanema      | —                 |                               |
| 1967 | O Mundo Alegre de Helô | Marilu            |                               |
| 1968 | Una rosa per tutti     | Nilse             |                               |
| 1973 | O Descarte             | Renata            |                               |
| 1974 | O Marido Virgem        | Tia Dadá          |                               |

### Teatro
- 1947 - Pif-Paf
- 1948 - A Noite de 16 de Janeiro
- 1948 - Dois Destinos
- 1949 - Arsênico & Alfazema
- 1949 - Luz e Gás
- 1949 - Nick Bar - Álcool, Brinquedos e Ambições
- 1950 - O Mentiroso
- 1950 - Os Filhos de Eduardo
- 1950 - Do Mundo Nada se Leva
- 1950 - Lembranças de Bertha
- 1951 - O Cavaleiro da Lua
- 1951 - Harvey
- 1951 - Convite ao Baile
- 1951 - Seis Personagens à Procura de um Autor
- 1952 - Inimigos Íntimos
- 1952 - Relações Internacionais
- 1953 - Divórcio para Três
- 1953 - Treze à Mesa
- 1954 - Se Eu Quisesse
- 1954 - Uma Mulher do Outro Mundo
- 1955 - Santa Marta Fabril S.A.
- 1955 - A Folha de Parreira
- 1955 - O Sedutor
- 1956 - A Casa de Chá do Luar de Agosto
- 1956 - Gata em Teto de Zinco Quente
- 1957 - Adorável Júlia
- 1957 - Leonor de Mendonça
- 1959 - Píc-Nic
- 1961 - Um Elefante no Caos
- 1961 - Quarto de Despejo
- 1962 - Terceira Pessoa do Singular
- 1963 - Victor ou as Crianças no Poder[10]
- 1964 - Apartamento Indiscreto
- 1966 - A Sinistra Comédia
- 1967 - Oh, Que Delícia de Guerra!
- 1974 - Dr. Knock
- 1979 - Teu Nome É Mulher